# Kili
L'isola di Kili (conosciuta anche come Atollo di Kili) è un'isola di 0,93 km² situata nell'Oceano Pacifico a 5°37′N 169°07′E. Fa parte delle Isole Marshall e si trova nel Ralik. Situata a sud-ovest dell'atollo Jaluit, l'isola è una delle più piccole nelle Isole Marshall.

## Storia
Quest'isola rimase disabitata fino al 2 novembre 1948 quando il Governo degli Stati Uniti d'America vi spostò la popolazione nativa di Bikini, atollo che doveva essere usato per i test nucleari.
L'atollo non possiede una laguna né una barriera corallina che la protegga. Per le condizioni del mare, non può essere raggiunta da navi per quattro mesi all'anno. La principale attività agricola dell'Isola è la produzione della copra.

## Popolazione
| Popolazione |      |      |      |      |      |      |
| Anno        | 1958 | 1967 | 1973 | 1980 | 1988 | 1999 |
| Abitanti    | 267  | 309  | 360  | 489  | 602  | 774  |